# Leiben
Leiben település Ausztriában, Alsó-Ausztria tartományban, a Melki járásban. Tengerszint feletti magassága 285 méter, területe 12,53 km².

## Elhelyezkedése
Leiben Artstetten-Pöbring, Weiten, Emmersdorf an der Donau, Zelking-Matzleinsdorf, Pöchlarn és Klein-Pöchlarn településekkel határos.

## Népesség
| 2016 | 1 365 |
| 2018 | 1 362 |